# Triiodfluorosulfonat
Triiodfluorosulfonat, I3SO3F ist eine anorganische Verbindung aus der Gruppe der Fluorosulfonate mit dem Iod.

## Gewinnung und Darstellung
Triiodfluorosulfonat wird aus Iod und Iod(I)-fluorosulfonat bei 85 °C gewonnen werden.
{\displaystyle \mathrm {I_{2}+ISO_{3}F\ {\xrightarrow {85\,{}^{\circ }C}}\ I_{3}SO_{3}F} }

## Eigenschaften
Die Verbindung hydrolysiert gut in Wasser und lässt sich in Schwefelsäure lösen.